# Tamarine

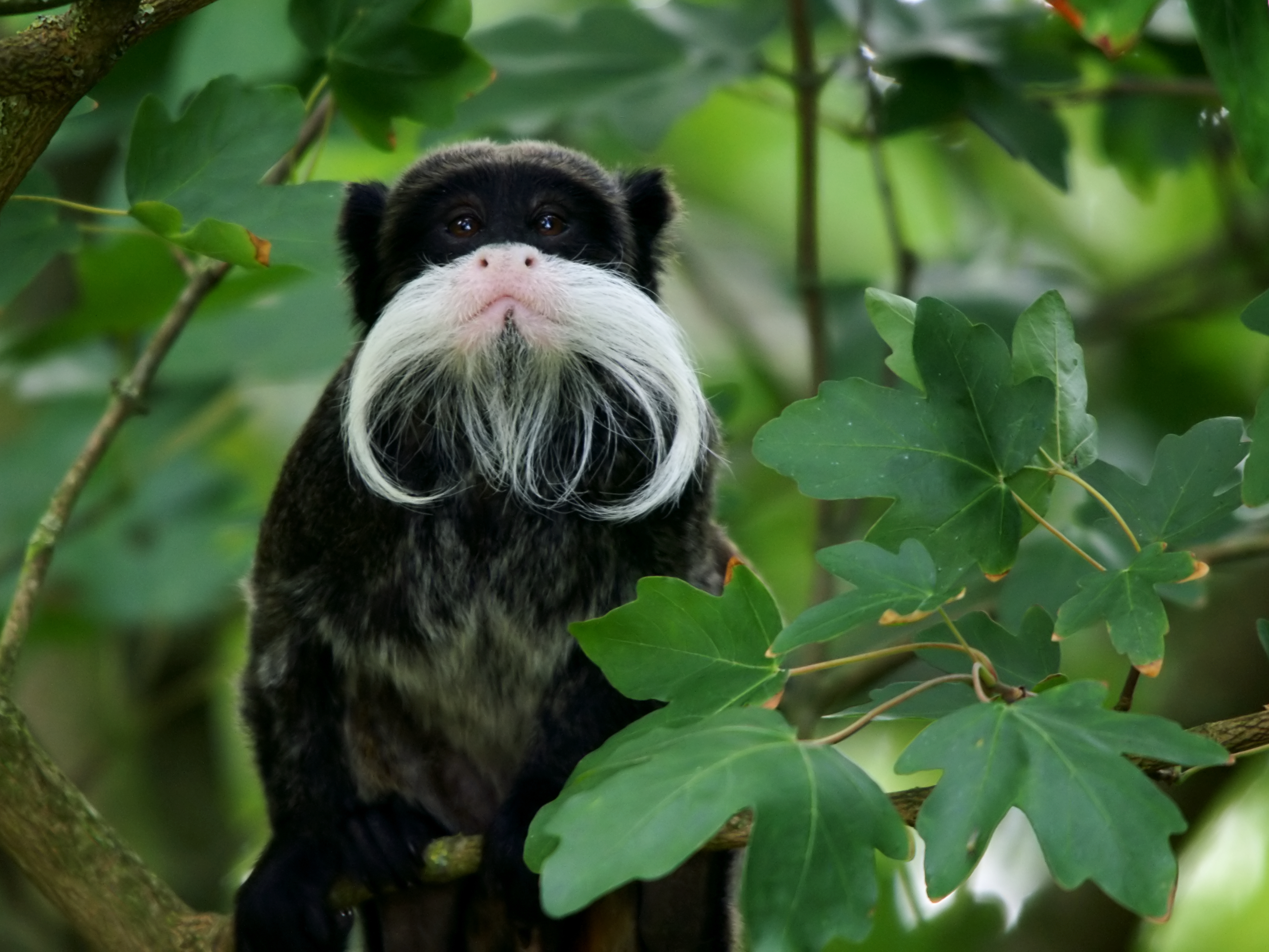
Kaiserschnurrbarttamarin (Saguinus imperator)

Die Tamarine (Saguinini) sind eine Gattungsgruppe aus der Primatenfamilie der Krallenaffen (Callitrichidae). Sie besteht aus den beiden Gattungen Leontocebus und Saguinus und umfasst 24 Arten, die im südlichen Mittel- und in Südamerika vorkommen.

## Merkmale
Tamarine sind wie alle Krallenaffen relativ kleine Primaten. Sie erreichen eine Kopfrumpflänge von 18 bis 31 Zentimetern und eine Schwanzlänge von 25 bis 44 Zentimetern. Das Gewicht beträgt 300 bis 600 Gramm. Die einzelnen Arten unterscheiden sich beträchtlich in ihrem Aussehen. Neben einigen dunklen Arten gibt es auch schwarz, braun oder weiß gemusterte. Für einige Arten typisch sind die schnurrbartähnlichen Haare im Gesicht, ein Haarschopf oder eine kontrastierende Färbung des hinteren Rumpfes. Die Gliedmaßen sind eher kurz, wie bei allen Krallenaffen befinden sich an den Fingern und Zehen (mit Ausnahme der Großzehe) Krallen statt Nägel. Von den Marmosetten, der zweiten großen Gattungsgruppe der Krallenaffen, unterscheiden sie sich vor allem darin, dass die unteren Eckzähne deutlich länger sind als die Schneidezähne und das Gebiss dadurch weniger für das Annagen der Baumrinde geeignet ist.

## Verbreitung und Lebensraum
Die meisten Tamarine leben im Amazonasbecken in Südamerika, vom östlichen Ecuador und dem nördlichen Bolivien bis in das nordöstliche Brasilien. Eine isolierte Gruppe, die oedipus-Artengruppe, bewohnt hingegen Panama und das nordwestliche Kolumbien. Ihr Lebensraum sind tropische Regenwälder und offene Waldgebiete. Sie bevorzugen dabei dicht mit Unterholz bestandene Gebiete wie Sekundärwälder oder Waldrandgebiete.

## Lebensweise

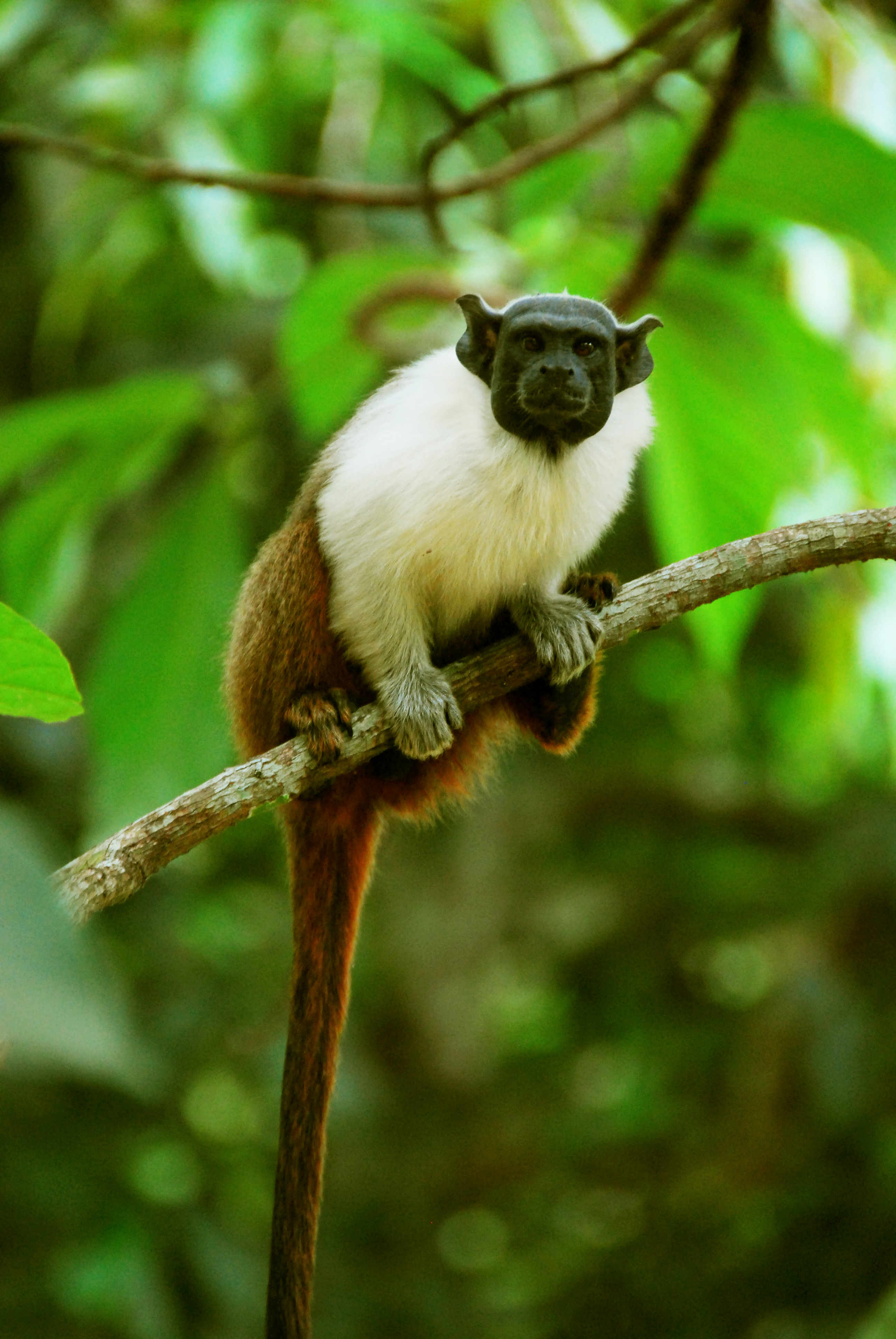
Zweifarbentamarin (Saguinus bicolor)

Tamarine sind tagaktive Baumbewohner. Im Geäst bewegen sie sich auf allen vieren oder springend fort, dank ihrer Krallen können sie auch an senkrechten Baumstämmen klettern.
Sie leben in Gruppen von etwa zwei bis acht Tieren. Gruppen setzen sich aus einem oder mehreren Männchen, einem oder mehreren Weibchen und den dazugehörigen Jungtieren zusammen, die Gruppenzusammensetzung kann jedoch wechseln. Jede Gruppe bewohnt ein festes Revier, die Reviere können sich jedoch mit denen benachbarter Gruppen überlappen.
Manchmal vergesellschaften sich verschiedene Tamarin-Arten. Die Gründe dafür liegen vermutlich in einer verbesserten Entdeckung von Fressfeinden.

## Nahrung
Tamarine sind Allesfresser, die sich vorwiegend von Früchten und Insekten ernähren. In geringerem Ausmaß nehmen sie auch andere Pflanzenteile wie Blüten und Nektar sowie kleine Wirbeltiere und Vogeleier zu sich. Mancherorts suchen sie Löcher in der Baumrinde auf, die von Marmosetten genagt wurden, um an Baumsäfte zu gelangen – sie selbst können keine Löcher nagen. Die mit den Früchten aufgenommenen Samen werden, wie Beobachtungen am Schwarzstirn- und am Schnurrbarttamarin zeigten, von den Tieren weiterverbreitet und gelangen so auch auf Sekundärflächen. Dadurch können die Tamarine als wichtige Verbreiter von Pflanzen angesehen werden, die auf diesem Weg indirekt zur Wiederbewaldung von Rodungsflächen beitragen.

## Fortpflanzung
Wenn es mehrere ausgewachsene Weibchen in einer Gruppe gibt, pflanzt sich üblicherweise nur das dominante fort, der Eisprung der anderen Weibchen wird unterdrückt. Sind mehrere Männchen in der Gruppe, paart sich das Weibchen mit allen (Polyandrie). Nach rund 140- bis 150-tägiger Tragzeit kommen in der Regel zweieiige Zwillinge zur Welt. Diese sind sehr groß und erreichen bei der Geburt rund 25 % des Gewichts der Mutter. Die Männchen und die übrigen Gruppenmitglieder kümmern sich um die Jungen, sie tragen sie und beschäftigen sich mit ihnen und übergeben sie der Mutter nur zum Säugen.
Nach rund einem Monat beginnen die Jungen mit der Nahrungsaufnahme, sie werden mit zwei bis drei Monaten endgültig entwöhnt und im zweiten Lebensjahr geschlechtsreif. In menschlicher Obhut können Tamarine bis zu 25 Jahre alt werden.

## Gefährdung
Wie viele Waldbewohner Mittel- und Südamerikas leiden auch die Tamarine unter dem Verlust des Lebensraums. Drei Arten, der Lisztaffe, der Weißfußtamarin und der Zweifarbentamarin werden von der IUCN als „vom Aussterben bedroht“ oder „stark gefährdet“ eingestuft.

## Systematik
Insgesamt werden heute 24 Arten der Tamarine anerkannt. Die gemeinsamen Stammform der Tamarine trennte sich vor etwa 14 Millionen Jahren von der evolutionären Linie, die zu den Marmosetten und Löwenäffchen (Leontopithecus) führt, und spaltete sich vor etwa 11 bis 8 Millionen Jahren in zwei Kladen. Die erste bildet die Gattung Leontocebus, die zweite die Gattung Saguinus. Letztere besteht aus vier, in verschiedenen Regionen vorkommende Artengruppen.
Der Springtamarin gehört zoologisch nicht zu den Tamarinen, sondern bildet eine eigene Gattung (Callimico).

### GattungLeontocebus
- Cruz-Lima-Braunrückentamarin (Leontocebus cruzlimai)
- Braunrückentamarin (Leontocebus fuscicollis)
- Brauner Sattelrückentamarin (Leontocebus fuscus)
- Schwarzkopftamarin (Leontocebus illigeri)
- Rotschultertamarin (Leontocebus lagonotus)
- Anden-Sattelrückentamarin (Leontocebus leucogenys)
- Schwarzrückentamarin (Leontocebus nigricollis), mit dem Rio-Napo-Tamarin (L. nigricollis graellsi) als Unterart
- Schwarzstirntamarin (Leontocebus nigrifrons)
- Goldmanteltamarin (Leontocebus tripartitus)
- Schwarzmanteltamarin (Leontocebus weddelli), mit dem Weißmanteltamarin (L. weddelli melanoleucus) als Unterart

### GattungSaguinus
- bicolor-Gruppe, in einem kleinen Gebiet an der Nordküste des Amazonas zwischen den Mündungen von Rio Negro und Rio Trombetas.[8]
  - Zweifarbentamarin oder Manteläffchen (Saguinus bicolor)
  - Martin-Tamarin (Saguinus martinsi)

- midas-Gruppe, in Guayana, im nordöstlichen Amazonasbecken (nördlich des Amazonas) und im nordöstlichen Brasilien zwischen der Insel Marajó im Amazonasdelta und dem Rio Grajaú im Bundesstaat Maranhão.[8]
  - Rothandtamarin (Saguinus midas)
  - Schwarzhandtamarin (Saguinus niger)
  - Schwarzer Tamarin (Saguinus ursula)[9]

- mystax-Gruppe, im westlichen Amazonasbecken zwischen Amazonas und Rio Madeira.[8]
  - Kaiserschnurrbarttamarin (Saguinus imperator)
  - Marmorgesichttamarin (Saguinus inustus)[5]
  - Saguinus kulina[10]
  - Rotbauchtamarin (Saguinus labiatus)
  - Schnurrbarttamarin (Saguinus mystax)
  - Rotkappentamarin (Saguinus pileatus)[10]

- oedipus-Gruppe, im östlichen Panama und im nordwestlichen Kolumbien vom nördlichen Pazifischen Küstentiefland (südlich etwa bis Buenaventura) bis zum Unterlauf des Río Magdalena.[8]
  - Lisztaffe (Saguinus oedipus)
  - Geoffroy-Perückenaffe (Saguinus geoffroyi)
  - Weißfußtamarin oder Weißfußaffe (Saguinus leucopus)